# 카를루스 비니시우스
카를루스 비니시우스 아우베스 모라이스 (Carlos Vinícius Alves Morais, 1995년 3월 25일 ~ )는 카를루스 비니시우스(Carlos Vinícius)라는 이름으로 알려져 있는 브라질의 축구 선수이며, 현재 캄페오나투 브라질레이루 세리이 A의 그레미우에서 뛰고있다.
2020년 10월 2일 토트넘 홋스퍼는 카를루스 비니시우스의 1년 임대 영입을 발표했다. 임대료는 300만 유로이다.

## 기록

### 대회기록
SL 벤피카 (2019~ )
- 수페르타사 : 2019

- 타사 드 포르투갈 준우승 : 2019-20

토트넘 홋스퍼 FC (2020~2021)(임대)
- EFL컵 준우승 : 2020-21